# 발림
발림은 판소리 창자(唱者)가 소리의 가락에 따라 혹은 판소리 사설의 극적 내용에 따라 몸짓을 형용 동작(形容動作：mime) 하는 것을 말한다.
발림과 비슷한 말로 너름새와 ‘사체’라는 말이 쓰이는데 발림은 춤이나 형용 동작을 가리키는 말이고 너름새는 장면을 연출하는 시각적 기량을 가리키는 말이며 사체는 창우의 거동을 가리키는 말이다.
창자의 발림으로는 몸짓과 갓놀음과 부채놀음을 쓴다. 발림은 소리가락에 따라 하는 경우와 사설의 내용에 따라 하는 경우로 나눌 수 있다. 소리가락에 따른 발림은 소리를 맺고 푸는 데 따라 부채를 말고 펴서 적절히 곡선을 긋는데 특히 소리가 상성(上聲)으로 쑤시고 졸라 떼는 때는 부채나 혹은 손으로 허공을 쳐서 액센트를 강조한다. 소리가락이 푸지고 흥겨운 대목에서는 리듬에 따라 손을 벌리고 어깨를 약간씩 흐늘거린다. 갓놀음은 주로 소리가락의 액센트를 주는 데쓰인다. 고수에게 장단을 지시할 때는 부채를 말아 그 끝으로 고수에게 ‘고산방석’을 한다.
사설의 내용에 따른 발림에는 ‘저 건너 봉황대 밑에’와 같은 사설에서 부채로 멀리 가리키는 형용을 하든가, ‘이리도 깡장 저리도 깡장 깡장 깡장 나려온다’와 같은 사설에서 부채로 깡장 깡장 하는 형용을 하는 것과 같이 사설에 따라 부채나 손으로 가볍게 하는 것이 있고 노젓는 시늉·팔 걷고 싸우는 시늉·활 쏘는 시늉·곤장 치는 시늉과 같이 팔과 허리를 움직여서 좀 더 구체적으로 그리는 것이 있고, 후원에 단을 묻고 기도한다든가, 앉아 울음을 운다든가 하는 대목에서는 무릎을 꿇고 엎드려 두 손 합장하여 비는 시늉을 한다든가, 두 발을 뻗고 앉아 손수건으로 눈물을 닦는 시늉을 한다든가 하는 몸 전체를 움직이는 것이 있으나 몸 전체를 이리저리 움직이는 것은 자주 쓰면 경거망동하다 하여 아껴쓰는 것이 원칙이다.
발림에 능한 명창으로는 박유전·이날치·장자백·김창환·장판개 등을 들 수 있다.